# Saba
Pour les articles homonymes, voir Saba (homonymie).
Saba est une île néerlandaise de la mer des Caraïbes qui se situe dans le nord des Petites Antilles, à l’est de Porto Rico. Surnommée la Reine immaculée (anglais : The Unspoiled Queen), son chef-lieu est The Bottom.
Saba forme une municipalité néerlandaise à statut particulier depuis le 10 octobre 2010 (Îles BES), à la suite de la dissolution de l’ancien État autonome de la fédération des Antilles néerlandaises dont elle faisait partie.

## Géographie

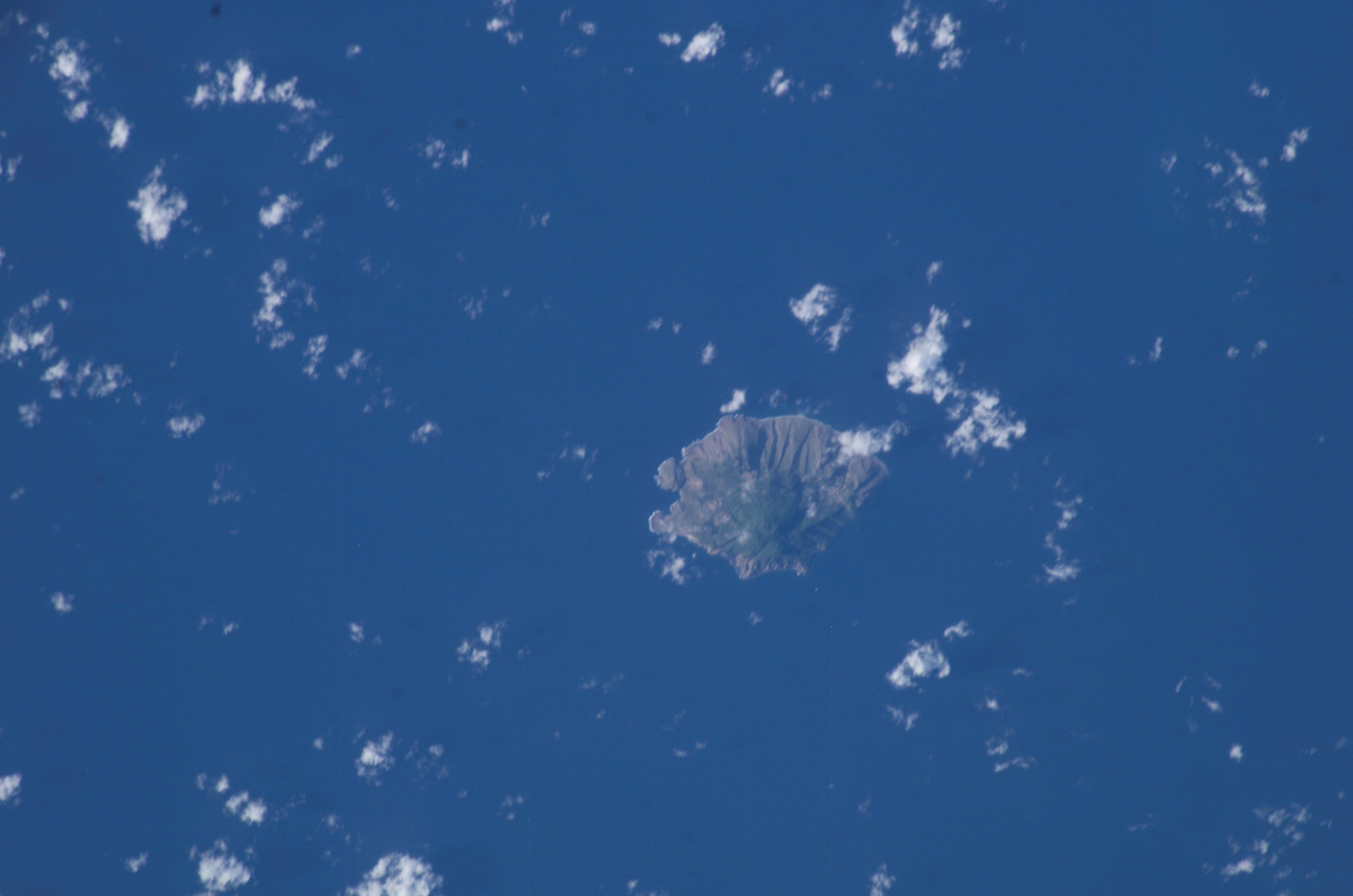
Saba vue depuis l'ISS.

Saba est située à 26 km à l'ouest-nord-ouest de Saint-Eustache et à 44 km au sud-sud-ouest de Saint-Martin. Bien qu'elle soit le plus petit des territoires néerlandais des Antilles (État ou commune), elle  abrite le sommet le plus élevé des Pays-Bas avec 887 m d'altitude au mont Scenery.
L'île est très montagneuse et volcanique. Les côtes sont constituées de falaises et de rochers et les plages y sont inexistantes. La végétation est formée d'une forêt humide composée d'arbres tropicaux et de fougères. Des acajous poussaient sur l'île jusqu'à ce qu'un cyclone tropical ne casse presque tous les arbres dans les années 1960. Les acajous sont depuis en voie de disparition sur Saba. De nombreux visiteurs comparent la forêt de Saba à une forêt féerique à cause de l'humidité et des nombreuses mousses qui poussent sur les arbres. En référence à cette appellation, une réserve forestière porte le nom de Elfin Forest Reserve.
Au sud-ouest de l'île se trouve un récif corallien long de 4,3 km inclus dans le parc marin de Saba qui fait le tour de l'île. Le banc de Saba est un atoll situé au sud-ouest de l'île et qui est devenu un parc national. Saba a récemment postulé pour être inscrite sur la liste du patrimoine mondial de l'Unesco pour l'incroyable variété de ses plantes.

## Histoire

### Histoire précolombienne
Bien que dite « vierge », l'île semble avoir connu un habitat humain avant l'arrivée des Européens. Vers 1100 av. J.-C., le peuple Ciboney aurait découvert l'île, puis vers 800, le peuple Arawak s'y serait installé.
Christophe Colomb aurait aperçu l'île le  samedi 13 novembre 1493, sans y débarquer pour autant en raison des récifs qui encerclent l'ile et de l'absence de plage. Le nom de l'île viendrait du mot arawak siba (rocher) ou du nom castillan Sábado (jour de la semaine où fut découverte l'île) qui fut simplifié ultérieurement Saba.

### Histoire coloniale

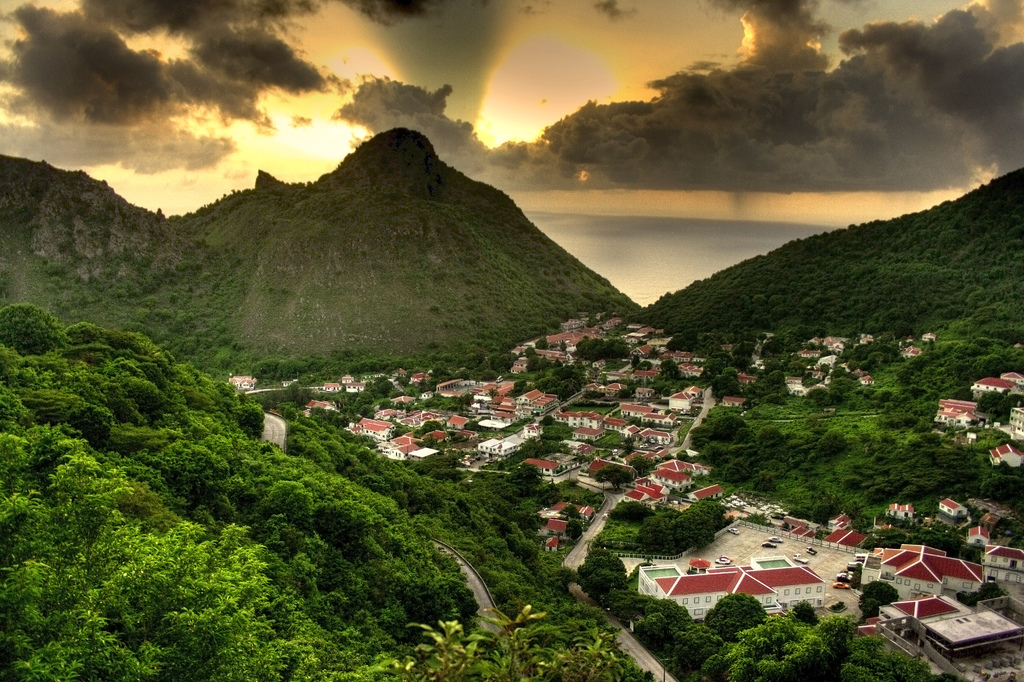
La ville de The Bottom sur l'île de Saba

En 1632, des Anglais débarquent sur l'île après avoir fait naufrage et racontent, après avoir été secourus, que l'île était inhabitée.
Les premiers véritables colons sont des Hollandais, lesquels sont suivis de quelques Anglais qui y cultivent, dès 1632, la canne à sucre, le tabac, la banane et l'indigotier. À partir de mars 1640, Saba est régulièrement fréquentée par des pêcheurs hollandais. Ensuite, la Compagnie néerlandaise des Indes occidentales fait venir des paysans hollandais de Saint-Eustache qui s'établissent, bientôt rejoints par des colons anglais venus des autres îles avoisinantes. En 1648, les Français tentent de prendre possession de Saba, mais doivent la partager pendant quelques années avec les Hollandais.
Les campements d'origine sont toujours visibles à Tent Bay. Les Pays-Bas prennent définitivement Saba pour colonie avec l'aide des Anglais lors de l'occupation de la métropole par Napoléon Ier.
L'île sert occasionnellement de refuge pour des pirates anglophones jamaïcains au cours du XVIIe siècle.
Aux XVIIe et XVIIIe siècles, les principales ressources de l'île furent la production de sucre et de rhum à partir de la canne à sucre et plus tard la pêche.
L'île de Saba est occupée par la Grande-Bretagne de 1795 à 1802 (accords d'Amiens en 1802-1803), et de 1803 à septembre 1816. Les Néerlandais ne retrouvent la pleine souveraineté de l'île qu'au début de 1817.

### Histoire contemporaine
À la fin du XIXe siècle, la principale exportation de Saba était la dentelle confectionnée par les femmes. En effet, dans les années 1870, une jeune fille, Mary Gertrude Hassell Johnson, fut envoyée dans un couvent de Caracas pour étudier. Elle revint à Saba avec l'art de la dentelle qu'elle enseigna aux autres femmes. Aujourd'hui, les motifs traditionnels ont laissé la place aux confections basées sur des commandes venant des États-Unis d'Amérique.
Saba devient majoritairement anglophone en 1912.
De 1940 à 1945, à la suite de l'occupation allemande des Pays-Bas, l’île est occupée par un corps expéditionnaire militaire américain et britannique. L’île est rendue à l'administration des Pays-Bas en septembre 1945.
Le 10 octobre 2010, l'État des Antilles néerlandaises a été dissous à la suite d'une réorganisation du statut politique des anciennes colonies néerlandaises. Saba, comme Saint-Eustache et Bonaire, devient alors une municipalité spéciale des Pays-Bas.

## Population

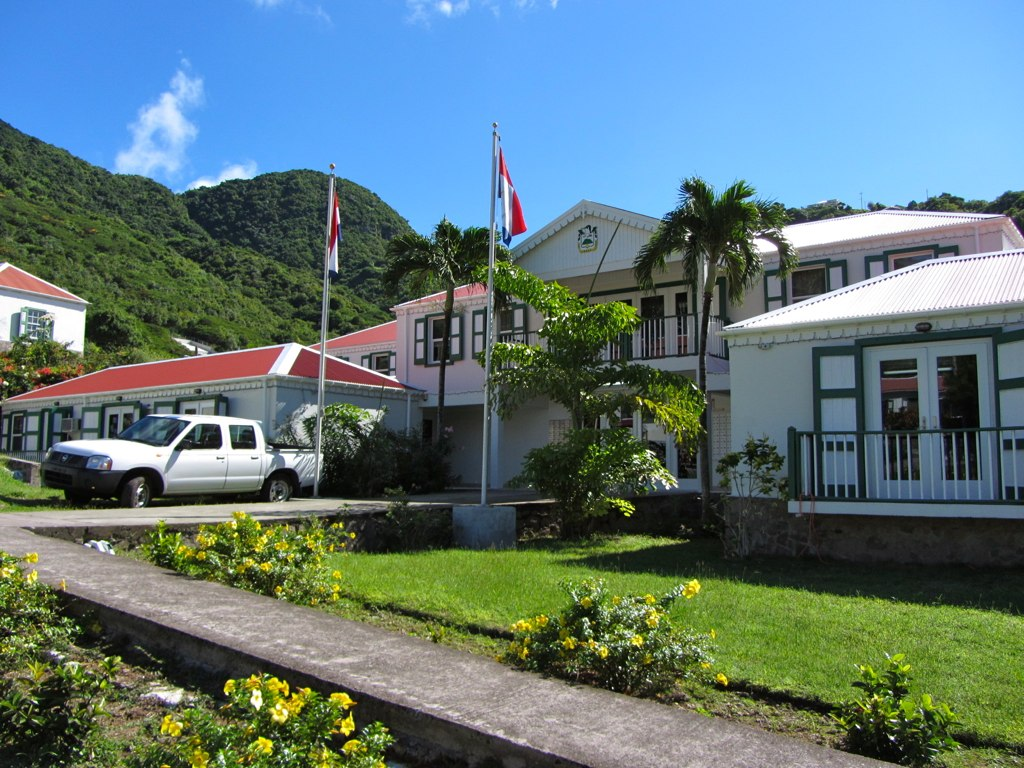
Maison du gouvernement de Saba.

Au dernier recensement de 2004, l'île comptait 1 424 habitants qui se répartissent dans quatre villes : la capitale The Bottom (Le Fond), Windwardside (Côté venteux), Hell's Gate (La porte de l'Enfer) et Saint Johns (nl) (Saint-Jean).

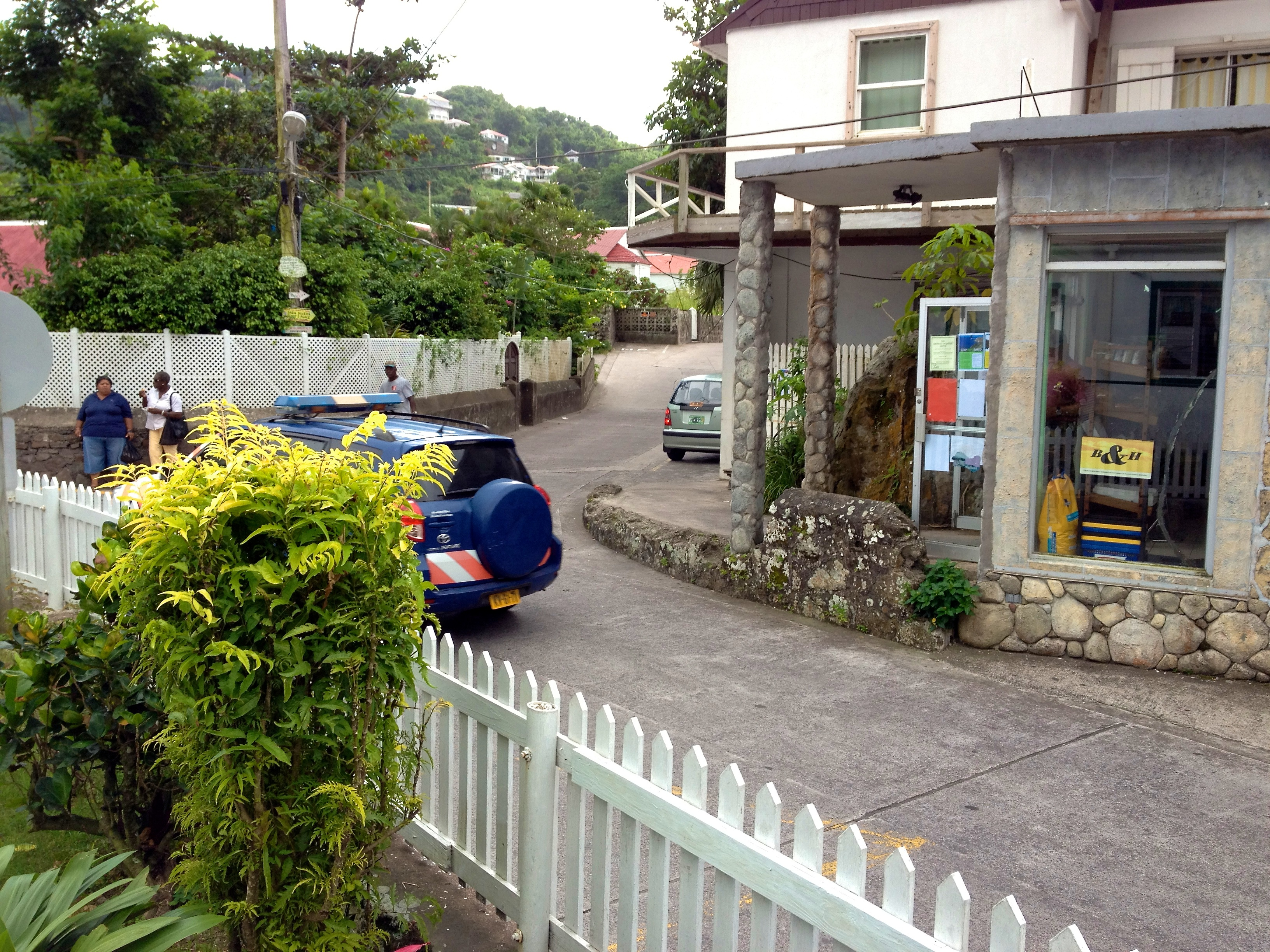
Centre-ville de Windwardside.

Bien que la langue officielle soit le néerlandais, l'anglais est la langue de l'enseignement  depuis 1986 et est couramment parlé par les habitants qui vivent principalement du tourisme.
Les origines des habitants sont très variées : outre des Néerlandais qui y sont en minorité, on trouve des descendants de nombreux pays européens et d'esclaves venant d'Afrique. Le faible nombre d'habitants fait que beaucoup de gens ont des liens de parenté assez proches avec une grande partie de la population qui ne comporte que peu de noms de famille.
La religion catholique est la plus représentée.
Saba accueille l'école universitaire de médecine de Saba qui fut fondée en accord avec les Pays-Bas par des Américains expatriés. En période scolaire, 300 élèves étudient dans cette école (la plus grande de Saba) qui constitue aussi le premier centre de soins de l'île.

## Administration

### Drapeau
Les couleurs rouge, blanc et bleu du drapeau font référence aux couleurs des drapeaux des Antilles néerlandaises et des Pays-Bas. Le blanc symbolise la paix, l'amitié, la pureté et la tranquillité, le rouge symbolise le courage, l'unité et la promptitude et le bleu symbolise la mer et le paradis. L'étoile jaune représente Saba.

## Culture et patrimoine

### Culture
- Culture of Saba (en)

### Musées
- Le Musée néerlandais de Saba à Windwardside, dont les collections conservent des antiquités néerlandaises uniques dans les Caraïbes, datées de 150 à 400 ans (miniatures, dentelles, tableaux, tapisseries persanes…).
- Le Musée Harry L. Johnson à Windwardside propose des expositions incluant des collections du XIXe siècle et du début du XXe siècle, notamment des photographies d'époque de la royauté néerlandaise, le premier téléphone de Saba, un piano Steinway et un vieux four à roche, ainsi que des objets provenant des sites archéologiques amérindiens autour de l'île.
- Le Musée Major Osman Ralph Simmons à The Bottom, fondé par le major Osmar Ralph Simmons, ancien policier sur l'île pendant plus de 40 ans, conserve et expose des objets qu'il a trouvés sur l'île.

### Églises
- L'église de la Conversion-de-Saint-Paul à Windwardside, construite en 1860.
- L'église de la Sainte-Trinité à Windwardside, construite en 1878.
- L'église du Saint-Rosaire à Zion's Hill, construite en 1911.
- L'église du Christ à The Bottom, construite en 1777.
- L'église wesleyenne de la sanctification à The Bottom, construite en 1919.
- L'église du Sacré-Cœur à The Bottom, construite en 1877.

## Transports
Au cours du XXe siècle, un escalier de 800 marches est taillé dans la montagne pour relier le seul port de l'île (Ladder Bay) à The Bottom.
En 1938, Josephus Lambert Hassell, un ingénieur, construit la seule route de l'île avec l'aide des habitants. Après cinq ans de travaux, la première section de la route est ouverte. Le dernier tronçon fut achevé en 1958. En 1972, une jetée est construite à Ladder Bay qui permet désormais aux traversiers d'accoster et notamment la liaison par bac avec Saint-Martin. Ces aménagements permettent à Saba d'accueillir plus facilement des touristes venant faire de la plongée sous-marine. Le tourisme et l'écotourisme constituent l'unique activité économique d'importance à Saba de nos jours. Le nombre de touristes qui visitent l'île annuellement est estimé à 25 000.

### Aéroport
L'aéroport de Saba, qui porte le nom de Juancho E. Yrausquin, est célèbre chez les amateurs d'aviation. L'approche de sa piste, entourée par la montagne et des falaises, et sa faible longueur (396 m), rendent les atterrissages particulièrement délicats, de sorte que seuls trois modèles d'avions y sont autorisés. On ne rapporte cependant aucun incident depuis sa construction en 1959 et sa mise en service en 1963. Depuis 2006, des vols quotidiens opérés par Winair relient Saba à Saint-Eustache et Saint-Martin. 

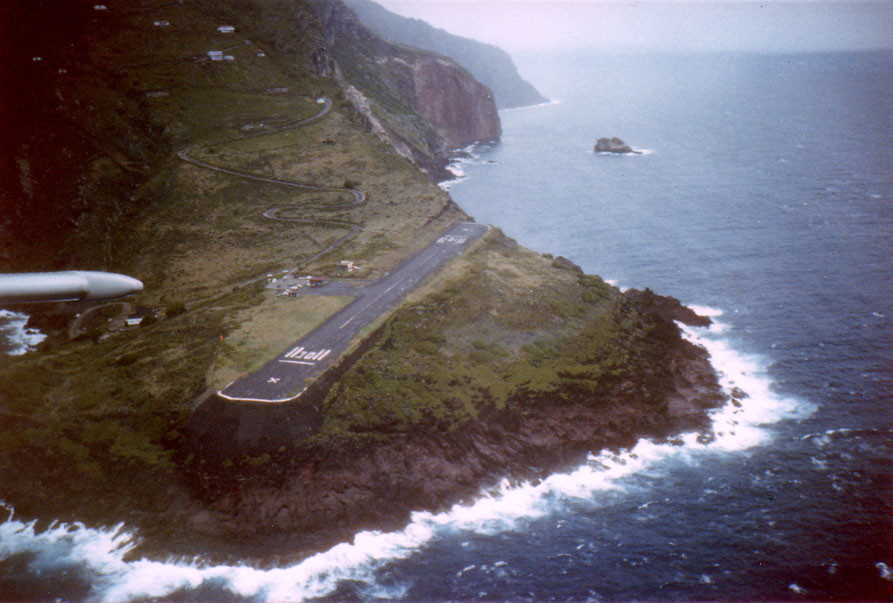
Aéroport de Saba
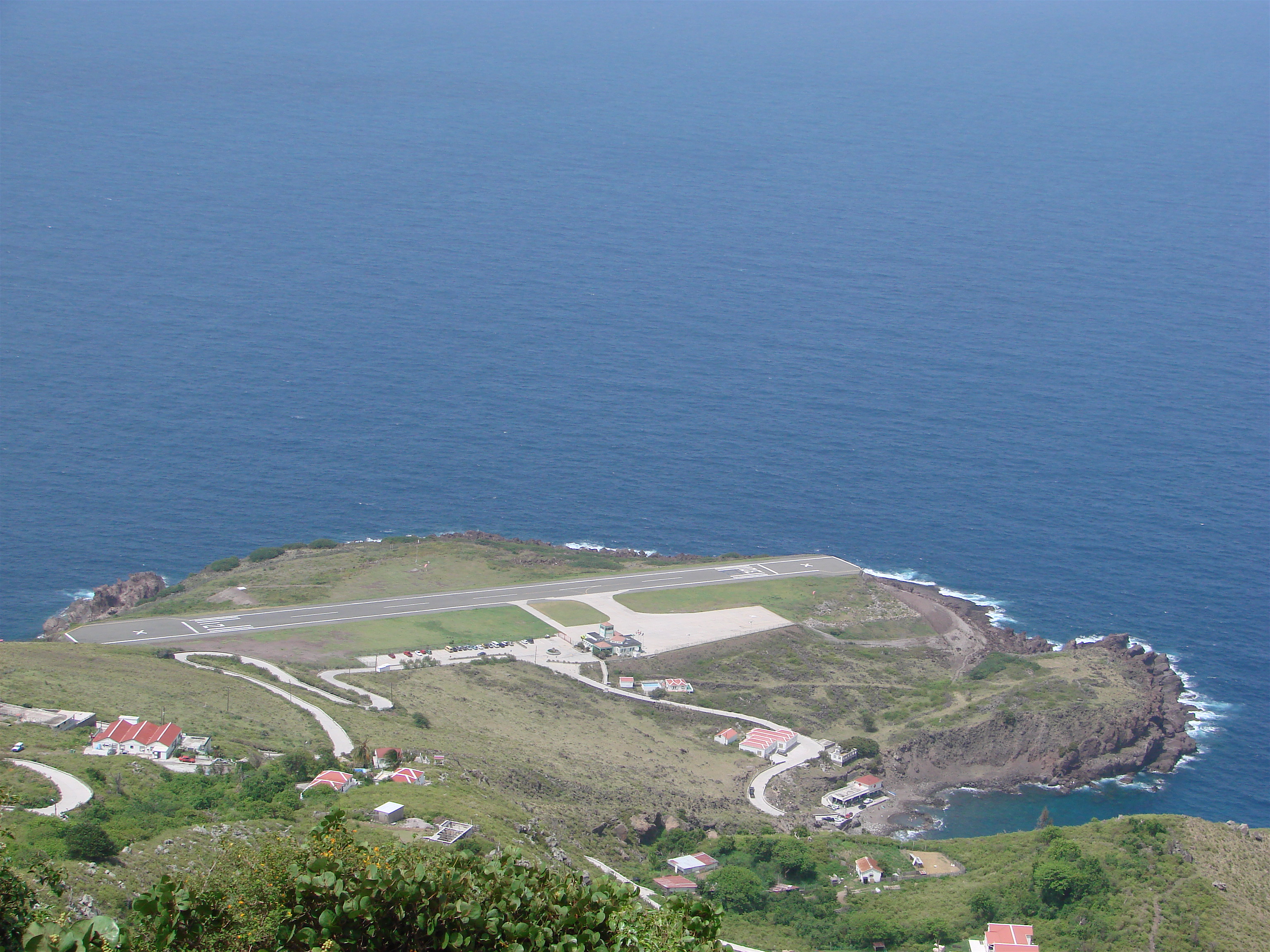
Aéroport de Saba